# Felip Barjau i Riera
Felip Barjau i Riera (Sant Martí de Provençals, 28 de febrer de 1894 - Mèxic, 1 de novembre de 1952) fou un polític i sindicalista català, diputat a les Corts Espanyoles durant la Segona República.

## Biografia
Barber d'ofici, era membre de la Cooperativa de Barbers de Badalona i després del Congrés de Sants de 1918 militant de la Confederació Nacional del Treball (CNT) i de la FAI. El 1919, amb Josep Viadiu i Vendrell i Llibertat Ròdenas s'establí a Reus, on expandiren l'ideari anarcosindicalista i fou redactor del setmanari Fructidor. El 1930 abandonà la CNT i ingressà a la Unió Socialista de Catalunya (USC), de la qual fou vocal del comitè local de Badalona. Destacà com a defensor del cooperativisme i fou elegit diputat per la província de Barcelona a les eleccions generals espanyoles de 1933 a les llistes d'ERC però com a candidat d'USC.
El 1936 es va integrar en el Partit Socialista Unificat de Catalunya (PSUC), però el 1937 l'abandonà quan s'imposà la línia estalinista. En acabar la guerra civil espanyola s'exiliaria a Mèxic, on participaria en alguns projectes cooperativistes i s'arruïnà econòmicament.